# Ноппэрапон
Ноппэрапон (яп. のっぺらぽん), также известен как Ноппэрабо (яп. のっぺらぼう/野箆坊 Ноппэрабо:), или Дзумбэрабо (яп. ずんべら坊 Дзумбэрабо:) — сверхъестественное существо в японской мифологии, разновидность Ёкай. Днём оно очень похоже на человека. Ночью видно, что вместо лица у Ноппэрапона гладкий лиловый шар, а по некоторым источникам — на икрах его ног расположена сотня глаз.

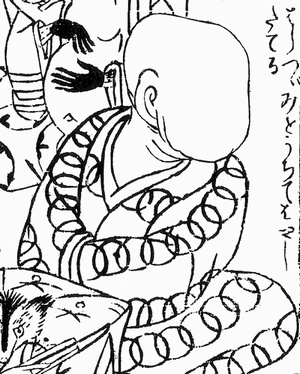
Ноппэрапон, гравюра писателя и художника Асаи Рёи к его поэме «Отоги боко»

Этот известный безликий монстр, кажется, испытывает некое особое наслаждение, пугая людей. Его появление всегда — совершенная неожиданность, однако Ноппэрапон никогда не нападает на своих жертв, а лишь пугает их, потому реальную опасность он может представлять только для людей со слабым сердцем.
Существует очень много историй об этом создании, и большинство из них следуют одному сюжету: главный герой встречает, казалось бы, обычного человека, только скрывающего своё лицо тем или иным образом, но начиная разговор, жертва обращает внимание на лицо собеседника, которое оказывается абсолютно гладким, как яйцо — на нём нет ни глаз, ни носа, ни рта. Напуганный этим зрелищем, человек убегает. Вскоре он встречает какого-нибудь прохожего, обычного человека, иногда даже кого-то, кого он хорошо знает. После того, как жертва рассказывает всю страшную историю, его собеседник соглашается, что история действительно ужасна и невероятна, а потом спрашивает: «А то лицо, оно было вот таким?», поворачивается к жертве и вдруг оказывается Ноппэрапоном. Крича от страха, человек убегает прочь, после чего история повторяется: он снова встречает прохожего, по некоторых вариациям — знакомого, а исходя из других источников — монаха-амидаиста, и опять рассказывает ему о том, что видел. Как и в прошлый раз, когда герой заканчивает своё повествование, слушатель говорит ему: «А то лицо, оно…»
После этого несчастный думает, что сейчас ещё один человек потеряет свой облик, и обычно падает в обморок.
Ноппэрапон — это один из первых представителей японской нечисти, упомянутых в англоязычной литературе, в которой, правда, он долгое время ошибочно назывался именем «Мудзина», из-за одноимённой истории Лафкадио Хирна, хотя на самом деле мудзина в японском фольклоре — небольшой пушной зверек, способный к оборотничеству, он и тануки часто обвиняются в способности превращаться в человека.